# Nikola Peković (siatkarz)
Nikola Peković (cyryl. Никола Пековић; ur. 6 marca 1990 w Požarevcu) – serbski siatkarz, reprezentant kraju, grający na pozycji libero.
Swoją karierę seniorską rozpoczął w klubie Mladi Radnik Požarevac, grając tam w latach 2007–2014. W okresie 2014–2018 grał w drużynie OK Vojvodina Nowy Sad. Od sezonu 2018/2019 do sezonu 2019/2020 był zawodnikiem Partizanu Belgrad. W 2019 roku podczas pierwszego meczu Ligi Narodów 2019 zadebiutował w reprezentacji Serbii. W 2020 roku w letnim okresie transferowym podpisał kontrakt z rumuńskim zespołem CSS CNE LAPI Dej–SCM Zalău, w którym występował jeden sezon. Przed sezonem 2021/2022 przeniósł się do Ribnicy Kraljevo, lecz w trakcie sezonu pod koniec stycznia 2022 roku wstąpił w szeregi niemieckiego VfB Friedrichshafen.

## Przebieg kariery
| 2007–2014              | Mladi Radnik Požarevac     |
| 2014–2018              | Vojvodina Nowy Sad         |
| 2018–2020              | Partizan Belgrad           |
| 2020–2021              | CSS CNE LAPI Dej–SCM Zalău |
| 2021–2022 (do 01.2022) | Ribnica Kraljevo           |
| 2022– (od 25.01.2022)  | VfB Friedrichshafen        |

## Sukcesy klubowe
Puchar Serbii:
- 2015

Puchar Challenge:
- 2015

Liga serbska:
- 2017, 2018[2]
- 2016
- 2015

Superpuchar Serbii:
- 2015

Liga rumuńska:
- 2021

Puchar Niemiec:
- 2022[3]

Liga niemiecka:
- 2022[4], 2023[5], 2024[6]

## Sukcesy reprezentacyjne
Mistrzostwa Europy:
- 2019[7]

## Nagrody indywidualne
- 2022: Najlepszy libero Memoriału Huberta Jerzego Wagnera